# Résolution 57 du Conseil de sécurité des Nations unies
Membres permanents
- Chine
- États-Unis
- France
- Royaume-Uni
- URSS

Membres non permanents
- Argentine
- Belgique
- Canada
- Colombie
- Syrie
- RSS d'Ukraine

Résolution no 56 Résolution no 58
La résolution 57 du Conseil de sécurité des Nations unies  est une résolution du Conseil de sécurité des Nations unies adoptée le 18 septembre 1948.
Cette résolution relative à la question de la Palestine fait suite à l'assassinat du médiateur, le comte Folke Bernadotte, par un groupe de terroristes criminels, et décide de :
- mettre en berne pendant trois jours le drapeau des Nations unies ;
- prendre en charge des dépenses liées aux obsèques du médiateur ;
- se faire représenter aux funérailles.

La résolution a été adoptée à l'unanimité.

## Texte
- Résolution 57 sur fr.wikisource.org
- Résolution 57 sur en.wikisource.org